# Julia Pfrengle
Julia Pfrengle (* 10. Mai 1995 in Ludwigshafen am Rhein) ist eine ehemalige deutsche Eiskunstläuferin. Sie ist die Tochter der Eiskunstläufer Claudia Leistner und Stefan Pfrengle.

## Biografie
Julia Pfrengle begann im Alter von drei Jahren in Mannheim mit dem Eislaufen. Landestrainer Peter Sczypa und ihre Mutter trainieren die Läuferin beim Mannheimer ERC. Wie ihre zwei Jahre ältere Vereinskameradin Sarah Hecken gewann Pfrengle drei Mal in Folge in ihrer jeweiligen Altersklasse den nationalen Meistertitel. Als jüngste Teilnehmerin errang sie bei ihrem Debüt in der Meisterklasse bei den Deutschen Meisterschaften 2010 in Mannheim den dritten Platz. Bei den Juniorenweltmeisterschaften 2010 in Den Haag belegte sie von 55 Teilnehmerinnen den 10. Platz. Damit war sie die einzige deutsche Starterin, die mit ihrer Platzierung der Deutschen Eislauf-Union zwei Startplätze bei den Juniorenweltmeisterschaften 2011 in Gangneung sicherte. Verletzungsbedingt wurde sie in ihren Ambitionen zurückgeworfen.

## Erfolge
| Wettbewerb/Wintersaison    | 2008/09 | 2009/10 | 2010/11 | 2011/12 |
| -------------------------- | ------- | ------- | ------- | ------- |
| Junioren-Weltmeisterschaft | –       | 10      | –       | –       |
| Deutsche Meisterschaft     | 1 J     | 3       | –       | 5       |
| JGP Deutschland            | –       | 8       | –       | –       |
| JGP Weißrussland           | –       | 11      | –       | –       |

J = Junioren, JGP = Junior Grand Prix